# Jack B. Sowards
Jack B. Sowards (* 18. März 1929 in Texarkana, Arkansas; † 8. Juli 2007 in Valley Village, Kalifornien) war ein US-amerikanischer Drehbuchautor, Filmproduzent und Filmschauspieler.

## Leben
Sowards begann seine Karriere zunächst als Schauspieler, doch nach zwei kleinen Nebenrollen in zwei Kriegsfilmen, Ende der 50er Jahre, beschloss er doch Drehbuchautor zu werden. Speziell an Fernsehserien hat Sowards geschrieben. So zählen Bonanza, Barnaby Jones, Die Straßen von San Francisco und Raumschiff Enterprise – Das nächste Jahrhundert zu Sowards Arbeiten. Mit Unterstützung von Autor Harve Bennett schrieb er auch das Drehbuch zum Science-Fiction-Film Star Trek II: Der Zorn des Khan, dessen Kobayashi-Maru-Test als geflügeltes Wort auch außerhalb des Serienuniversums Bekanntheit erlangt hat. Neben seiner Funktion als Drehbuchautor war er auch als Produzent an der kurzlebigen Serie Hagen tätig.
Sowards war vierfacher Vater und zweifacher Großvater.

## Auszeichnungen
- 1972: WGA-Award-Nominierung für das Beste Drehbuch The Bold Ones: The Lawyers
- 1982: Saturn-Award-Nominierung für das Beste Drehbuch Star Trek II: Der Zorn des Khan